# Austrochilus schlingeri
Austrochilus schlingeri is een spinnensoort uit de familie Austrochilidae. De soort komt voor in Chili.